# Parafia Najświętszego Serca Jezusowego w Oleszkach
Parafia Najświętszego Serca Jezusowego w Oleszkach – parafia rzymskokatolicka, znajdująca się w diecezji kieleckiej, w dekanacie buskim.